# لافونوتيكا
لافونوتيكا (بالإنجليزية: Lafonoteca)‏ هو موقع ويب من نوع قاعدة بيانات موسيقية على الإنترنت أنشئ في 2008.

## وصلات خارجية
- الموقع الرسمي